# Facio de Cremona
Facio de Cremona (Verona, 1200 - Cremona, 18 de enero de 1272) fue un laico católico veneciano que se desempeñaba como orfebre. Se dedicó a la vida contemplativa y al auxilio de los pobres y enfermos de su región. Es venerado como beato por la Iglesia Católica, cuya festividad está instituida el 18 de enero.

## Hagiografía
Facio nació en el seno de una familia lombarda muy religiosa. Cuando tuvo la edad adecuada fue confiado a un orfebre maestre, y a la edad de 26 años logró gran fama en su Verona natal. Según la tradición, su fama lo llevó a huir a Cremona, ya que los otros orfebres lo odiaban a muerte.
Una vez instalado allí tuvo la intención de regresar a Verona, pero sus enemigos, al percatarse de esto, le injuriaron para que fuese encarcelado. En prisión, sus vecinos cremoneses abogaron ante el tribunal de la ciudad para que fuese liberado.

### Carrera laico-religiosa
Pasado un tiempo, dejó su labor como orfebre para dedicarse al servicio comunitario. De hecho fundó una organización laica, la Fraternidad laical del Espíritu Santo, que se dedicaba a ayudar a los pobres y enfermos teniendo como centro operativo la propia casa de Facio, que luego se convirtió en el Hospital Mayor de Cremona.
En cuanto hubo fundado la comunidad laical ya mencionada, Facio fue enviado por el obispo de Cremona a inspeccionar los monasterios de aquella región lombarda, que correspondían directamente al obispado. 
También fundó un Hospital en Soncino, y la iglesia vecina, que primeramente se llamó Iglesia del Espíritu Santo, la cual fue dedicada, en primera instancia a Facio, pero después se le mudó su nombre a Iglesia de San Antonio Abad, que se convirtió en patrono de la comunidad.

### Muerte
Facio ejerció como supervisor obispal hasta su muerte, acaecida el 18 de enero de 1272.

## Culto público
Su fervor en vida, hizo que en su obituario se le agregara el título de Hermano, que cabe aclarar, es exclusivo de religiosos consagrados. Las curaciones y milagros que se le atribuyeron, posteriormente, fueron compilados en una obra llamada Vita, que fue clave en su proceso de beatificación. Fue declarado beato por el papa Pío IX, en 1873, a 600 años de su muerte.
Actualmente, está enterrado al lado de otro ilustre cremonense, San Homobono. 
Por su parte, sus reliquias están en la iglesia de San Antonio, donde también se exhiben algunas creaciones que Facio realizó mientras era orfebre.